# Maurus vom Scheidt
Maurus vom Scheidt (geboren am 25. Mai 1973 in München) ist ein deutscher Regisseur und Drehbuchautor.

## Leben
Vom Scheidt absolvierte 1992 zunächst eine Ausbildung zum Fotografen. Anschließend arbeitete er in unterschiedlichen Funktionen an Werbe-, Kurzfilm- und Musikvideo-Produktionen mit. 1997 begann er an der Hochschule für Fernsehen und Film München (HFF) ein Studium der Produktion und Medienwirtschaft; 1999 wechselte er zum Studiengang Regie.
Die Abschlussarbeit vom Scheidts, der Film Cuba, wurde 2003 neben diversen Publikumspreisen (Landshuter Kurzfilmtage, Salzburger Kurzfilmfest, shorts welcome) auch mit dem Starter Filmpreis der Stadt München für die beste Nachwuchsregie ausgezeichnet.
Schon während seiner Ausbildung an der HFF begann vom Scheidt als Regisseur von Werbespots zu arbeiten. 2005 wurde er für den Young Directors Award des Werbefilmfestivals Cannes nominiert. Ab 2007 konzentrierte er sich auf den Bereich „Werbung“, wo seine Arbeiten zahlreiche Preise gewannen.
2006 gab vom Scheidt sein Spielfilmdebüt mit Wie Licht schmeckt nach dem gleichnamigen Roman von Friedrich Ani. 2015 inszenierte er für das ZDF den Spielfilm „Einer für alle, alles im Eimer“ (Buch: Stefan Vögel).

## Filmografie
- 2000: Drift (Kurzfilm)
- 2002: Cuba
- 2006: Wie Licht schmeckt
- 2015: Einer für alle, alles im Eimer (Fernsehfilm)

## Auszeichnungen / Nominierungen
- 2006: Art Directors Club, Award für Skoda Octavia RS „Library“
- 2007: Golden Hammer Silber für Boom TV „Pig“
- 2007: Epica Award in Bronze für Boom TV „Pig“[6]
- 2007: Golden Drum Finalist Boom TV „Pig“
- 2007: Ad d’Or, Gold für Boom TV „Pig“
- 2007: Ad d’Or, Gold für Boom TV Campaign
- 2008: Moebius Award, Silber für Arminia Bielefeld „Signs“[7]
- 2008: Die Klappe Bronze für Arminia Bielefeld „Signs“[8]